# Phạm Thị Hải
Phạm Thị Hải (sinh ngày 12 tháng 12 năm 1959) là đại biểu Quốc hội Việt Nam khóa 13, thuộc đoàn đại biểu Đồng Nai.

## Tiểu sử
Bà có quê quán ở Xã An Phước, huyện Long Thành, Đồng Nai, người dân tộc Kinh, không tôn giáo.
Bà có trình độ Thạc sỹ Quản lý giáo dục, Đại học Ngữ văn, Cử nhân chính trị.
Bà gia nhập Đảng Cộng sản Việt Nam vào ngày 27/11/1986.
Từ 2011 đến 2016, bà là ĐBQH 13 tỉnh Đồng Nai, Phó Giám đốc Sở Giáo dục và Đào tạo tỉnh Đồng Nai, Ủy viên Uỷ ban Văn hoá, Giáo dục, Thanh niên, Thiếu niên và Nhi đồng của Quốc hội.